# Максим (певачица)
Максим, право име Марина Сергејевна Абросимова (рус. Мари́на Серге́евна Абро́симова; Казањ, 10. јун 1983) је руска певачица. Данас је једна од најпознатијих и најпопуларнијих поп музичара у Русији.

## Дискографија

### Албуми
- 2006:
- 2007:
- 2009:
- 2013:

### Синглови
- 2005:
- 2005:
- 2006:
- 2007:
- 2007:
- 2007:
- 2007:
- 2008:
- 2008:
- 2009:
- 2009:
- 2009:
- 2009:
- 2010:
- 2010:
- 2010:
- 2011:
- 2011:
- 2011:
- 2012:
- 2012:
- 2012:
- 2012:
- 2013:
- 2013:
- 2013:
- 2013: